# Алгонкінська радіообсерваторія
45°57′20″ пн. ш. 78°04′23″ зх. д. / 45.9555° пн. ш. 78.073° зх. д.
Алгонкінська радіообсерваторія (англ. Algonquin Radio Observatory, ARO) — радіообсерваторія в провінційному парку Алгонкін в Онтаріо, Канада. Обсерваторія була закладена у 1959 році, щоб мати змогу досліджувати випромінювання у відносно нейтральному електромагнітному середовищі, порівняно з агломераціями Торонто чи Оттави. Побудований у 1966 році радіотелескоп має головний рефлектор розміром 45,8 м. Зараз це найбільший радіотелескоп Канади.

## Історія
Дедалі більше використання радарів і радіопрограм у районі Оттави спричинило проблеми з перешкодами для дослідників. Це спонукало до будівництва Алгонкінської радіообсерваторії у провінційному парку Алгонкін у 1959 році, приблизно за 150 км на північний захід від Оттави, до якого відносно легко дістатися головними магістралями. Новий телескоп сонячного потоку з 1,8-метровою параболічною тарілкою був встановлений у 1960 році для роботи паралельно з інструментом Goth Hill, перш ніж повністю взяти на себе його роль у 1962 році. У 1964 році ідентичний інструмент був встановлений в астрофізичної обсерваторії Домініон (DAO) у Британській Колумбії. Після цього з'явилася більш потужна версія хвилеводу, цього разу зосереджена на серії з тридцяти двох 3-метрових тарілок, встановлених на 215-метровому хвилеводі, відкритому в 1966 році.
ARO було значно розширено в 1966 році після введення в експлуатацію 46-метрового космічного телескопа. У 1960-х і 1970-х роках це був великий дослідницький об'єкт, хоча уже в 1980-х роках обмеження конструкції зробили його не таким корисним щодо потенційних завдань. За якийсь час до цього інструменту приєднався менший 18-метровий телескоп, який спочатку знаходився в обсерваторії Девіда Данлепа за межами Торонто і керувався Університетом Торонто. Початкові сонячні обсерваторії залишалися в експлуатації до 1990 року, коли скорочення фінансування в Національній дослідницькій раді Канади (NRC) призвело до закриття всього радіоцентру Алгонкін. У 1991 році 1,8-метрову антену було переміщено в DAO для використання в якості резервного пристрою.

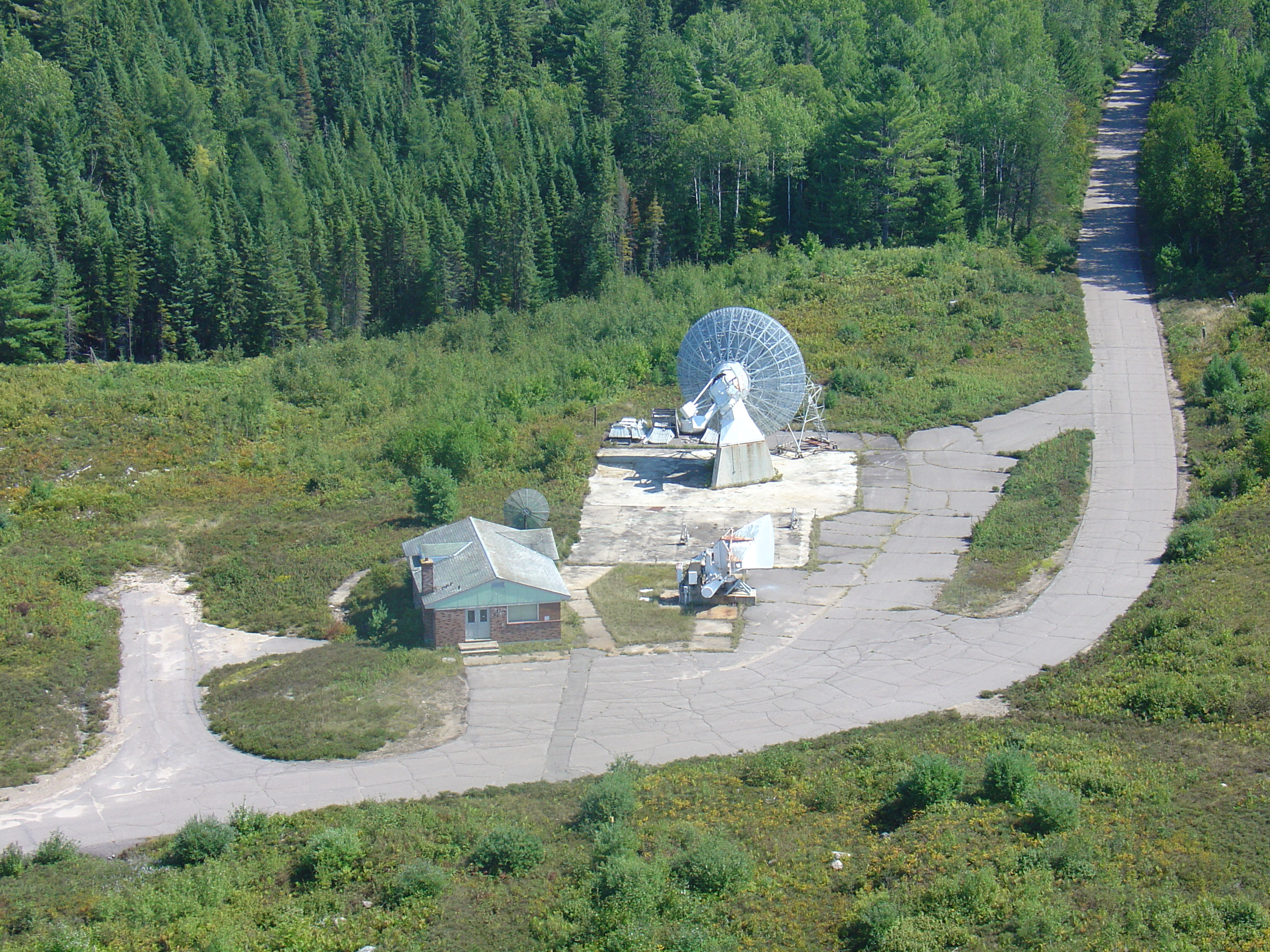
Вигляд меншої 11-метрової супутникової антени

## Поточне використання
Об'єктом з 2008 року керує канадська технологічна компанія Thoth Technology. Радіотелескоп був повністю модернізований між 2008 і 2013 роками. Він призначений для обслуговування канадських і міжнародних науково-дослідних установ у різних галузях досліджень. Thoth Technology пропонує різні геодезичні послуги для космічних подорожей. Об'єкт також є активною базою контролю для глобальної системи позиціонування (GPS), а також є частиною мережі глибокого космосу. Головний рефлектор і приймачі здатні приймати й обробляти сигнали діапазонів L-Band, S-Band і X-Band. На сайті також є дослідницькі центри канадських університетів, наприклад, Йоркського університету. На додаток до дослідження нових технологій, об'єкт також має використовуватися для ретрансляції і радіозв'язку у польотах національних і міжнародних космічних місій, таких як пілотовані космічні місії, космічні зонди та супутники. З 2012 року радіотелескоп бере участь у міжнародному дослідницькому проекті Канадського інституту теоретичної астрофізики. Висока точність досягається за допомогою нового водневого мазерного годинника телескопа. Ним можна досліджувати нові технології в області інтерферометрії з довгою базою.

## Вебпосилання
- Сайт поточного оператора (англ.)
- Архів попереднього сайту (англ.)
- Алгонкінська радіообсерваторія
- Лабораторія космічної інженерії – Йоркський університет
- Канадська місія на Марс